# Lyricon
Il lyricon è uno strumento musicale a fiato elettronico, il primo ad essere realizzato.
Fu inventato da Bill Bernardi (con la supervisione di Roger Noble e del primo utilizzatore di lyricon Chick Greenberg), per conto della Computone Inc in Massachusetts, Stati Uniti d'America. 
Il lyricon diede così la possibilità al musicista di controllare un sintetizzatore suonando un tipo di sassofono elettronico. Il sintetizzatore era contenuto da una piccola valigia di legno. Usando un certo tipo di sintesi additiva, il musicista era in grado di cambiare tipologia di ipertoni tramite un tasto fra le fondamentali di G, Bb, C, Eb e F con un raggio che poteva essere scelto fra "low", "medium" o "high". Lo strumento disponeva anche di funzioni quali glissando, portamento e "attacco timbrico" (un tipo di chorus). Il lyricon disponeva di un bocchino preso dal clarinetto basso, con un sensore sull'ancia che rilevava la pressione delle labbra. La pressione del fiato veniva rilevata tramite un diaframma, il quale veniva modificato in tempo reale dal LED esterno tramite una fotocellula per consentire controllo dinamico.
Successivamente, vennero creati altri due modelli di lyricon. Il primo, il "Wind Synthesizer Driver", che disponeva del controllo del voltaggio in uscita per la pressione delle labbra, del fiato e il controllo del pitch di un sintetizzatore analogico esterno. Quindi, venne creato il "Lyricon II", che includeva due oscillatori.
Tutti i modelli di lyricon utilizzavano lo stesso sistema di diteggiatura per sassofono, con due ottave oltre l'appoggio del pollice sinistro. Il Wind Synthesizer Driver e il Lyricon II disponevano anche di un pedale per la trasposizione, che veniva appunto usato per trasporre l'intero raggio di note sopra o sotto di un'ottava. I lyricon non disponevano dell'interfaccia MIDI (che fu inventata dopo che la Computone chiuse l'attività nel 1980), ma moduli esterni per aggiungere il supporto MIDI allo strumento furono prodotti da JL Copper e STEIM.

## Lyriconisti famosi
- Tom Scott suonò il lyricon nella canzone del 1977 Peg di Steely Dan, successivamente campionata da De La Soul in Eye Know. Ha pubblicato parecchi album solisti dove suona il lyricon, fra cui dischi di Quincy Jones e sul tema di Starsky & Hutch.
- Michał Urbaniak
- Dan Michaels dei The Choir
- Chuck Greenberg dei Shadowfax
- Jay Beckenstein dei Spyro Gyra
- Andy Mackay
- James Senese
- Wayne Shorter
- Roland Kirk
- Courtney Pine